# Restless and Wild
Restless and Wild è il quarto album in studio del gruppo musicale heavy metal tedesco Accept, pubblicato nel 1982 dalla Brain Records. 

## Il disco
È considerato uno dei migliori lavori in studio della band di sempre. Sono degne di nota le tracce Fast as a shark e Flash Rockin' Man: notare come quest'ultima abbia un'intro di chitarra quasi identico a 2 Minutes to Midnight degli Iron Maiden, il quale però risale a due anni più tardi, e a Swords & Tequila dei Riot pubblicata l'anno precedente. L'album si conclude con l'ottima Princess of the Dawn, altro classico della band.

## Curiosità
Probabile che la seconda chitarra sia stata imbracciata da Jan Koemmet, presente nella formazione di quel periodo. La canzone "Fast as a shark" é presente sul film "Demoni".

## Tracce
1. Fast as a Shark – 3:49 - (Hoffmann, Kaufmann, Dirkschneider, Baltes)
2. Restless and Wild – 4:12 - (Hoffmann, Kaufmann, Dirkschneider, Baltes, Robert A. Smith-Diesel + Accept)
3. Ahead of the Pack – 3:24 - (Hoffmann, Kaufmann, Dirkschneider, Baltes)
4. Shake Your Heads – 4:17 - (Hoffmann, Kaufmann, Dirkschneider, Baltes)
5. Neon Nights – 6:02 - (Deaffy, Robert A. Smith-Diesel + Accept)
6. Get Ready – 3:41 - (Hoffmann, Kaufmann, Dirkschneider, Baltes, Robert A. Smith-Diesel + Accept)
7. Demon's Night – 4:28 - (Hoffmann, Kaufmann, Dirkschneider, Baltes)
8. Flash Rockin' Man – 4:28 - (Hoffmann, Kaufmann, Dirkschneider, Baltes)
9. Don't Go Stealin' My Soul Away – 3:16 - (Hoffmann, Kaufmann, Dirkschneider, Baltes, Robert A. Smith-Diesel + Accept)
10. Princess of the Dawn – 6:16 - (Deaffy, Robert A. Smith-Diesel + Accept)

## Formazione
- Udo Dirkschneider – voce
- Wolf Hoffmann – chitarra
- Herman Frank – chitarra (accreditato ma non presente)
- Peter Baltes – basso
- Stefan Kaufmann – batteria, cori